# Departamento de Mbam-et-Kim
Mbam-et-Kim es un departamento de la región Centro de Camerún. En noviembre de 2005 tenía una población censada de 105 511 habitantes.
Está formado por los siguientes municipios:
- Mbangassina 41,180
- Ngambè-Tikar 12,489
- Ngoro 13,892
- Ntui 25,618
- Yoko 12,332